# Comunicación por fibra óptica

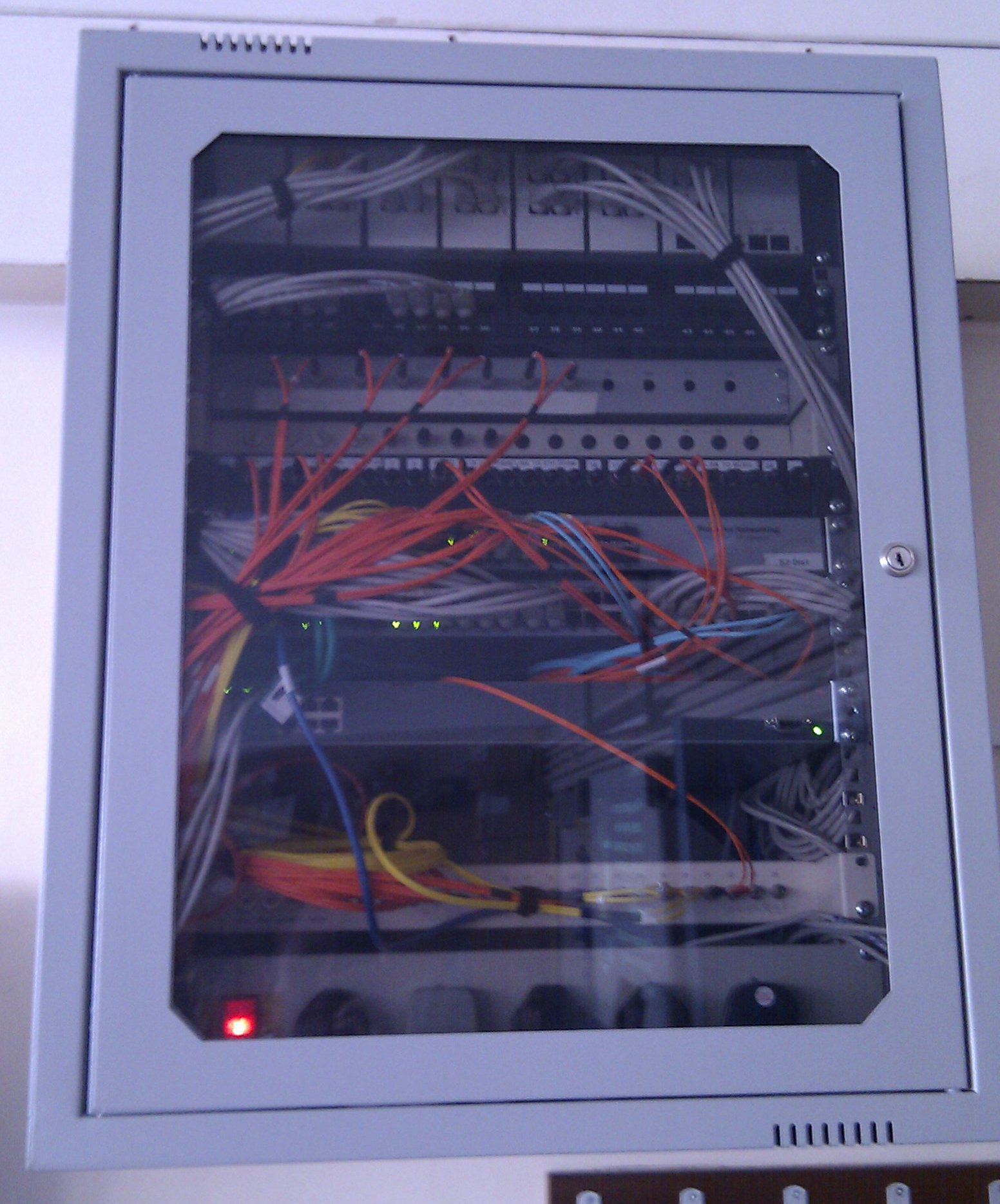
Cabina de conexión de fibra óptica. Los cables amarillos son fibras monomodo; los cables naranja y azul son fibras multimodo: Fibras 62,5/125 μm OM1 y 50/125 μm OM3, respectivamente.

La comunicación por fibra óptica es un método de transmisión de información de un lugar a otro enviando señales de pulso de luz a través de fibra óptica. La luz en forma de ondas electromagnéticas viajeras es modulada para transmitir información. Desarrollados en la década de 1970, los sistemas de comunicación de fibra óptica han revolucionado la industria de las telecomunicaciones y han desempeñado un papel importante en el advenimiento de la era de la información. Debido a sus ventajas sobre la transmisión eléctrica, la fibra óptica ha sustituido en gran medida las comunicaciones mediante cables de cobre en las redes del mundo desarrollado.
El proceso de comunicación mediante fibra óptica implica los siguientes pasos:
- creación de la señal óptica mediante el uso de un transmisor;
- transmisión de la señal a lo largo de la fibra, garantizando que la señal no sea demasiado débil ni distorsionada
- recepción de la señal, lo que consiste en la conversión de ésta en una señal eléctrica.

## Aplicaciones
La fibra óptica es usada por muchas compañías de telecomunicaciones para transmitir señales telefónicas, comunicación vía Internet y señales de televisión por cable. Debido a su muy inferior atenuación e interferencia, la fibra óptica tiene grandes ventajas sobre el cable de cobre. Por eso es utilizado en largas distancias y aplicaciones de alta demanda. Sin embargo, el desarrollo de infraestructura dentro de las ciudades era relativamente difícil y los sistemas de fibra óptica eran complicados y costosos de instalar y operar. Debido a estas dificultades, los sistemas de comunicación de fibra óptica, al principio, fueron instalados principalmente en aplicaciones de larga distancia, donde podían utilizar su capacidad de transmisión al máximo, compensando el alto costo. Desde el 2002, los precios de los materiales y procesos de instalación de las comunicaciones de fibra óptica se fueron reduciendo considerablemente. El precio para el despliegue de fibra hasta el hogar resulta más rentable que el despliegue de una red basada en el cobre.
Desde 1990, cuando los sistemas de amplificación óptica se volvieron comerciales, la industria de telecomunicaciones ha establecido una amplia red de comunicación interurbana y transoceánica de esta fibra. En 2002 se terminó una red intercontinental de 250 000 km de comunicaciones por cable submarino, con una capacidad de 2,56 Tb/s, y aunque las capacidades específicas de una red son información privilegiada, los informes de telecomunicaciones indican que la capacidad de redes se ha incrementado ampliamente desde ese año.

## Tecnología
Los sistemas modernos de fibra óptica generalmente incluyen: transmisores ópticos para convertir una señal eléctrica en una señal óptica que se envía por la fibra óptica; cables de fibra óptica que contienen múltiples haces de fibras ópticas que se instalan a través de conductos subterráneos y edificios; varios tipos de amplificadores y un receptor óptico para recuperar la señal como una señal eléctrica. La información contenida suele ser comunicación digital generada por computadoras, telefonía digital y compañías de cable.

### Transmisores
Los transmisores ópticos más comúnmente utilizados son dispositivos semiconductores como, por ejemplo, diodos emisores de luz (leds o ledes, en plural) y diodos láser. La diferencia entre los diodos led y el láser, es que los led producen una luz incoherente, la cual se dispersa, y el láser produce una luz coherente, no dispersa. Para su uso en comunicaciones ópticas los transmisores ópticos semiconductores deben ser diseñados para ser compactos, eficientes y confiables, mientras se opera en un rango de longitud de onda óptima y directamente modulada en altas frecuencias.
En su forma más simple, un led es una unión de semiconductores PN polarizada, emitiendo luz a través de emisiones espontáneas, un fenómeno conocido como electroluminiscencia. La luz emitida es incoherente, con un ancho espectral relativamente amplio de 30-60 nm, aunque la transmisión de luz led es también ineficiente, con sólo el 1% de la potencia de entrada. Sin embargo, debido a su diseño relativamente sencillo los ledes son muy útiles para aplicaciones de bajo costo.
Las comunicaciones led se producen principalmente a partir de GaAsp o GaAs. Debido a que los ledes GaAsp operan a una mayor longitud de onda que los ledes GaAs (1,3 micrómetros contra 0,81-0,87 µm), su espectro de salida es más ancho en un factor de alrededor de 1,7 veces. El ancho de amplio espectro de los ledes causa una alta dispersión en la fibra, lo que limita considerablemente su producto tasa de bits-distancia (medida común de utilidad). Los ledes son adecuados principalmente para aplicaciones de red de área local con velocidades de 10 a 100 Mbit/s, y distancias de transmisión de unos pocos kilómetros. Los leds se han desarrollado para usar varios pozos cuánticos para emitir luz en diferentes longitudes de onda en un amplio espectro, y actualmente están en uso en redes de área local de multiplexado por división de longitud de onda.
Un láser semiconductor transmite luz a través de la emisión estimulada en vez de emisión espontánea, lo que da como resultado una alta potencia de salida (~100 mW), así como otros beneficios de la luz coherente. La salida del láser es relativamente direccional, lo que permite un acoplamiento de alta eficiencia (~50%) en fibras monomodo. La anchura espectral estrecha permite altas tasas de transferencia de bits, ya que reduce el efecto de dispersión cromática. Los láseres semiconductores pueden ser modulados directamente a altas frecuencias, debido a la recombinación de tiempo corto.
A menudo, los diodos láser se modulan directamente, que es la salida de luz controlada por una corriente aplicada directamente al dispositivo. Para tasas de datos muy altas o enlaces de muy larga distancia, una fuente de láser puede ser de onda continua y la luz modulada por un dispositivo externo como un modulador de electroabsorción.

### Receptores
El principal componente de un receptor óptico es una célula fotoeléctrica, que convierte la luz en electricidad mediante el efecto fotoeléctrico. El fotodetector es generalmente un fotodiodo basado en semiconductores. Hay varios tipos de fotodiodos, entre los que se incluyen: fotodiodos PN, fotodiodo PIN y fotodiodos de avalancha. Los fotodetectores metal-semiconductor-metal (MSM) también se utilizan debido a su idoneidad para la integración de circuitos regeneradores y multiplexores de longitud de onda.
Los convertidores ópticos eléctricos son, habitualmente, el agrupamiento de un amplificador de transimpedancia y un amplificador de limitación para producir una señal digital en el dominio eléctrico de la señal óptica de entrada, que podrá ser atenuada y distorsionada al pasar por el canal. Además de procesamiento de señales tales como la recuperación de reloj de datos (CDR) a cargo de un bucle de enganche de fase, también puede aplicarse antes de que los datos se transmitan.

### Fibra
Una fibra óptica consiste en un núcleo, un revestimiento y un buffer (una capa exterior de protección). El revestimiento guía la luz a lo largo del núcleo mediante el método de reflexión interna total. El núcleo y el revestimiento, que tienen un menor índice de refracción, son generalmente de vidrio de sílice, aunque pueden ser también de plástico. En la conexión de dos fibras ópticas se realiza el empalme de fusión o empalme mecánico, y requiere habilidades especiales y la tecnología de interconexión debido a la precisión microscópica necesaria para alinear los núcleos de fibra.
Hay dos tipos de fibra óptica utilizada en comunicaciones: la fibra óptica multimodo y monomodo. La multimodo tiene un núcleo más grande (50 o 62,5 micrómetros), lo que permite menos precisión pero transmisores, receptores y conectores de menor costo. Sin embargo, la fibra multimodo introduce distorsión multimodo, que a menudo limita el ancho de banda, y la longitud de enlace presenta mayor atenuación. El núcleo de una fibra monomodo es más pequeño (8-10 micras) y requiere componentes más costosos y métodos de interconexión más precisos, pero permitiendo enlaces de mayor rendimiento, lo que aumenta la tasa de transferencia y la distancia.

### Amplificadores
La distancia de transmisión de un sistema de comunicación de fibra óptica ha sido limitada, tradicionalmente, por la atenuación de la fibra y por la distorsión de la fibra. Mediante el uso de repetidores opto-electrónicos, estos problemas se han eliminados. Estos repetidores convierten la señal óptica en una señal eléctrica, y luego usan un transmisor para enviar la señal de nuevo a una mayor intensidad que la atenuada recibida. Debido a la alta complejidad con la moderna división de longitud de onda de multiplexación de señales (como el hecho de que tienen que ser instalados cada pocas decenas de kilómetros) el coste de estos repetidores es elevado.
Un enfoque alternativo es usar un amplificador óptico, lo que amplifica la señal óptica directamente, sin tener que convertir la señal al dominio electrónico. Los amplificadores en fibra son amplificadores ópticos que usan fibra dopada, normalmente con tierras raras. Estos amplificadores necesitan de un bombeo externo con un láser de onda continua a una frecuencia óptica ligeramente superior a la que amplifican. Típicamente, las longitudes de onda de bombeo son 980 nm o 1480 nm y para obtener los mejores resultados en cuanto a ruido se refiere, debe realizarse en la misma dirección que la señal.

### Multiplexación por longitud de onda
La multiplexación por división de longitud de onda (WDM) es la práctica de la multiplicación de la capacidad disponible de una fibra óptica mediante la adición de nuevos canales, cada canal en una nueva longitud de onda de la luz. El ancho de banda de una fibra puede dividirse en 160 canales para apoyar a una velocidad de bits combinados en la gama del terabit por segundo. Esto requiere un multiplexor de división de longitud de onda en el equipo de transmisión y un demultiplexor en el equipo receptor.

### Producto ancho de banda-distancia
Debido a que el efecto de la dispersión aumenta con la longitud de la fibra, un sistema de transmisión de fibra se caracteriza a menudo por el producto de su ancho de banda por la distancia, a menudo expresado en MHz·km. Este valor, producto de ancho de banda por distancia, es debido a la relación entre el ancho de banda de la señal y la distancia que puede ser transportada.
A través de una combinación de avances en la gestión de la dispersión, la longitud de onda de multiplexión por división y amplificadores ópticos, las fibras ópticas pueden llevar la información en torno a los 14 terabits por segundo a más de 160 km de fibra.

### Dispersión
Para la fibra óptica de vidrio moderna, la distancia máxima de transmisión no está limitada por la absorción de materiales directos, sino por varios tipos de dispersión o la propagación de pulsos ópticos en su viaje a lo largo de la fibra. La dispersión de las fibras ópticas es causada por una variedad de factores. Dispersión intermodal, causada por las diferentes velocidades axiales de diferentes modos transversales, limitando el rendimiento de la fibra multimodo. Debido a que la fibra monomodo sólo admite un modo transversal, se elimina la dispersión intermodal.
En desempeño de la fibra monomodo es principalmente limitado por la dispersión cromática, que se produce porque el índice del vidrio varía ligeramente dependiendo de la longitud de onda de la luz. La dispersión de modo de polarización es otra fuente de limitación, se debe a que aunque la fibra monomodo puede sostener solamente un modo transversal, se puede llevar a este modo con dos polarizaciones. Este fenómeno se denomina birrefrigencia de fibra y puede ser contrarestada por la polarización, y el mantenimiento de la fibra.